# Арбеков, Владимир Георгиевич
Влади́мир Гео́ргиевич Арбе́ков (21 октября 1927 — 17 марта 2000) — советский режиссёр мультипликационных фильмов, художник-мультипликатор.

## Биография
Родился 21 октября 1927 года.
С 1947 года учился на курсах художников-мультипликаторов при «Союзмультфильме». С 1948 года работал аниматором на этой киностудии.
В 1979 году снял мультфильм «В гостинице», в котором впервые участвовал как режиссёр. Снял ряд обучающих мультфильмов для иностранцев, выпускал рисованные фильмы для маленьких зрителей, участвовал в создании более 120 фильмов.
С 1991 года сотрудничал со студией «Саратовтелефильм». Владимир Арбеков работал аниматором в нескольких сериях мультфильма «Ну, погоди!» (выпуски 8, 12, 17, 18).
Умер 17 марта 2000 года. Похоронен на Введенском кладбище.

## Фильмография

### Режиссёр
- 1979 — В гостинице
- 1979 — В гостях
- 1980 — Доктор! Доктор!
- 1981 — День рождения бабушки
- 1982 — Один день в городе
- 1983 — Слонёнок и письмо
- 1984 — А что ты умеешь?
- 1984 — Кубик и Тобик
- 1985 — Пропал Петя-петушок
- 1986 — Воспоминание
- 1987 — Белая трава
- 1990 — Крылатый, мохнатый да масленый
- 1990 — Коллаж
- 1991 — Мисс Новый год
- 1992 — Обезьяна и черепаха
- 1993 — Пряник
- 1997 — Отбор

### Художник-постановщик
- 1955 — Мишка-задира
- 1955 — Петушок — золотой гребешок
- 1956 — Пирожок
- 1957 — Волк и семеро козлят
- 1958 — На перекрёстке
- 1960 — Мурзилка и великан
- 1974 — Мешок яблок
- 1976 — Младший брат
- 1978 — И смех и грех

### Художник-мультипликатор
1. 1948 — Федя Зайцев
2. 1949 — Гуси-лебеди
3. 1949 — Чудесный колокольчик
4. 1950 — Девочка в цирке
5. 1950 — Дудочка и кувшинчик
6. 1950 — Когда зажигаются ёлки
7. 1950 — Кто первый?
8. 1950 — Олень и волк
9. 1951 — Друзья товарищи
10. 1951 — Лесные путешественники
11. 1951 — Сказка о мёртвой царевне и семи богатырях
12. 1951 — Таёжная сказка
13. 1952 — Валидуб
14. 1952 — Сармико
15. 1952 — Снегурочка
16. 1953 — Лесной концерт
17. 1953 — Полёт на Луну
18. 1953 — Храбрый Пак
19. 1954 — Золотая антилопа
20. 1954 — Козёл-музыкант
21. 1954 — Мойдодыр
22. 1954 — Соломенный бычок
23. 1954 — Стрела улетает в сказку
24. 1954 — Три мешка хитростей
25. 1955 — Пёс и кот
26. 1955 — Снеговик-почтовик (Новогодняя сказка)
27. 1955 — Упрямое тесто
28. 1956 — В яранге горит огонь
29. 1959 — Янтарный замок
30. 1959 — Легенда о завещании мавра
31. 1960 — Винтик и Шпунтик — весёлые мастера
32. 1960 — Приключения перца
33. 1961 — Дракон
34. 1961 — Мультипликационный Крокодил № 4. На чистую воду
35. 1961 — Мультипликационный Крокодил № 6
36. 1961 — Фунтик и огурцы
37. 1961 — Незнайка учится
38. 1962 — Две сказки
39. 1962 — Светлячок № 2
40. 1962 — Сказка про чужие краски
41. 1962 — Случай с художником
42. 1962 — Чудесный сад
43. 1963 — Бабушкин козлик
44. 1963 — Беги, ручеёк
45. 1963 — Вот так тигр!
46. 1963 — Светлячок № 3
47. 1963 — Свинья-копилка
48. 1963 — Следопыт
49. 1964 — Дюймовочка
50. 1964 — Новый дом
51. 1964 — Петух и краски
52. 1964 — Светлячок № 5
53. 1965 — Гунан-Батор
54. 1965 — Песня летит по свету
55. 1966 — Главный Звёздный
56. 1966 — Гордый кораблик
57. 1966 — Жил-был Козявин
58. 1966 — Про бегемота, который боялся прививок
59. 1966 — Про злую мачеху
60. 1967 — Машинка времени
61. 1967 — Сказки для больших и маленьких
62. 1968 — Кот в сапогах
63. 1968 — Орлёнок
64. 1968 — Светлячок № 8
65. 1968 — Дорожное происшествие
66. 1968 — Хочу бодаться
67. 1969 — В стране невыученных уроков
68. 1969 — Девочка и слон
69. 1969 — Капризная принцесса
70. 1969 — Лиса, медведь и мотоцикл с коляской
71. 1970 — Кентервильское привидение
72. 1970 — Новогоднее происшествие
73. 1970 — Сказка сказывается
74. 1971 — Без этого нельзя
75. 1971 — Огонь
76. 1971 — Рассказы старого моряка. Необитаемый остров
77. 1971 — Старая игрушка
78. 1971 — Старая фотография
79. 1971 — Чужие следы
80. 1972 — Рассказы старого моряка. Антарктида
81. 1972 — Волшебная палочка
82. 1972 — Индекс
83. 1972 — Коля, Оля и Архимед
84. 1972 — Русские напевы
85. 1973 — Здоровье начинается дома
86. 1973 — Сокровища затонувших кораблей
87. 1973 — Спасибо
88. 1973 — Шапка-невидимка
89. 1974 — Ну, погоди! (выпуск 8)
90. 1975 — В порту
91. 1975 — Лиса и медведь
92. 1975 — На лесной тропе
93. 1975 — Ох и Ах
94. 1975 — Уроки наших предков
95. 1975 — Легенда о старом маяке
96. 1976 — Переменка № 1
97. 1976 — Сказка про лень
98. 1976 — Стадион шиворот-навыворот
99. 1976 — Храбрец-удалец
100. 1977 — Как Маша поссорилась с подушкой
101. 1977 — Последний лепесток
102. 1977 — Весёлая карусель № 9
103. 1978 — Дед Мороз и серый волк
104. 1978 — И смех и грех
105. 1978 — Илья Муромец и Соловей-разбойник
106. 1978 — Ну, погоди! (выпуск 12)
107. 1979 — Летучий корабль
108. 1981 — Тайна третьей планеты
109. 1981 — Так сойдёт!
110. 1990 — Картинки по старинке (Фильм 1)
111. 1991 — Мисс Новый Год
112. 1991 — Картинки по старинке (Фильм 2)
113. 1992 — Обезьяна и черепаха
114. 1993 — Пряник
115. 1993 — Ну, погоди! (выпуск 17)
116. 1994 — Ну, погоди! (выпуск 18)
117. 1994 — Новые русские

## Награды
Мультфильм «Сармико» был награждён Премией за лучший анимационный фильм на VII Международном кинофестивале в Карловых Варах, мультфильм «Тайна третьей планеты» — Государственной премией СССР.